# Mezzomerico
Mezzomerico é uma comuna italiana da região do Piemonte, província de Novara, com cerca de 950 habitantes. Estende-se por uma área de 7 km², tendo uma densidade populacional de 136 hab/km². Faz fronteira com Agrate Conturbia, Divignano, Marano Ticino, Oleggio, Suno, Vaprio d'Agogna.

## Demografia
| Variação demográfica do município entre 1861 e 2011                               |
|                                                                                   |
| Fonte: Istituto Nazionale di Statistica (ISTAT) - Elaboração gráfica da Wikipedia |